# Stasandre
Stasandre (en grec ancien Στάσανδρος / Stasandros) est un officier d'Alexandre le Grand originaire de Soloi à Chypre. Il est satrape d'Arie et de Drangiane par les accords de Triparadisos en 321 av. J.-C. Durant la première guerre des Diadoques il prend le parti d'Eumène de Cardia contre Antigone le Borgne et participe à la bataille de Gabiène (316).

## Biographie
Peut-être parent ou ami de Stasanor, Stasandre est né dans le royaume de Soloi (ou Soles) à l'époque où les dix cités-États de Chypre sont des vassaux des Achéménides. Après la bataille d'Issos (333 av. J.-C.), les royaumes chypriotes font défection au profit d'Alexandre le Grand et prennent part aux conquêtes à partir du siège de Tyr. Stasander reçoit probablement le titre de Compagnon (hétaire) du roi. Sa promotion rapide est peut-être due au fait qu'il appartienne à la maison royale de Soloi.
Après les accords de Triparadisos, il remplace Stasanor à la tête de l'Arie et de la Drangiane. Il soutient Eumène de Cardia pendant sa campagne contre Antigone le Borgne (318-316), apportant un contingent de cavaliers bactriens. Il participe à la bataille de Gabiène ; mais nous ignorons s'il a été exécuté avec les autres éminents partisans d'Eumène. Sa satrapie a été attribuée par Antigone à Évitos, qui est rapidement décédé et a été à son tour remplacé par Évagoras.

## Sources antiques
- Diodore de Sicile, Bibliothèque historique [détail des éditions] [lire en ligne], XVIII.